# Cmus
cmus — легкий і швидкий консольний медіаплеєр для  Unix-подібних операційних систем.
cmus поширюється відповідно до умов  ліцензії GPL і, відповідно, є  вільним ПЗ. Відмінною особливістю плеєра є інтерфейс управління, подібний редактору vi. Написаний на мові  Сі, базується на бібліотеці ncurses.
Назва «cmus» походить від словосполучення «C* Music Player».

## Історія
cmus був спочатку написаний Тімом Хірвоненом. Приблизно червні 2008 року було припинено розвиток cmus, в результаті чого в листопаді 2008 року було створено форк, названий «cmus-unofficial». Після року розробки на SourceForge був відправлений запит на право власності, який був наданий після 90-денного періоду без відповіді автора оригіналу. Це призвело до злиття форку з офіційним проектом в лютому 2010 року.

## Підтримувані можливості
- Вхідні формати
  - FLAC
  - Ogg / Vorbis
  - MP3 (libmad)
  -  Wav
  -  WMA (ffmpeg)
  - MOD, S3M, … (libmodplug)
  -  .mpc, mpp, .mp + (libmpcdec)
  - MPEG-4 /  AAC (libmp4v2, libfaad2)
- Вивід звуку
  -  ALSA
  - libao [Архівовано 6 серпня 2012 у WebCite]
  - ARTS
  -  OSS
  - Sun Audio
  -  Pulseaudio
  - WaveOut (Windows)
- Відтворення
  - Інформація про виконавця, альбом, треку у вигляді дерева
  - Повний список відтворюваних треків
  - Редаговані списки треків
  - Черга відтворення
  - Потокове мовлення MP3, Ogg, AAC (Shoutcast / Icecast)
  - Складні фільтри для імен відтворюваних треків
- Інтерфейс
  - Огляд директорій
  - Можливість налаштовувати кольори інтерфейсу
- Інше
  - Підтримка UTF-8
  - Зовнішні команди для файлів
  - Гарантована робота в Linux, FreeBSD, NetBSD і OpenBSD

До складу дистрибутиву програми входить утиліта cmus-remote, що дозволяє управляти плеєром «зовні».